# Lijst van rijksmonumenten in Heerde (plaats)
De plaats Heerde telt 32 inschrijvingen in het rijksmonumentenregister. Hieronder een overzicht.
| Object                                                        | Oorspronkelijke functie?  | Bouwjaar                                           | Architect | Locatie                   | Coördinaten?                  | Nr.?   | Afbeelding                                    |
| ------------------------------------------------------------- | ------------------------- | -------------------------------------------------- | --------- | ------------------------- | ----------------------------- | ------ | --------------------------------------------- |
| Gereformeerde kerk                                            | Kerk en kerkonderdeel     | ca. 1840                                           |           | Bonenburgerlaan 68        | 52° 22' 58" NB, 6° 2' 29" OL  | 21136  | Meer afbeeldingen                             |
| Boerderij                                                     | Boerderij                 | 1830                                               |           | Vosbergerweg 37           | 52° 23' 40" NB, 6° 3' 8" OL   | 21144  | Boerderij                                     |
| Terrein waarin 4 grafheuvels                                  | Archeologisch monument    | Neolithicum en/of Bronstijd                        |           |                           | 52° 24' 35" NB, 6° 2' 48" OL  | 45433  | Terrein waarin 4 grafheuvels                  |
| Terrein waarin 2 grafheuvels                                  | Archeologisch monument    | Neolithicum                                        |           |                           | 52° 24' 37" NB, 6° 2' 57" OL  | 45434  | Upload foto                                   |
| Grafheuvel                                                    | Archeologisch monument    | Neolithicum en/of Bronstijd                        |           |                           | 52° 23' 27" NB, 5° 59' 54" OL | 45435  | Upload foto                                   |
| Huis Vosbergen: hoofdgebouw                                   | Kasteel, buitenplaats     | tussen einde 16e eeuw en 1623                      |           | Vosbergerweg 38           | 52° 23' 39" NB, 6° 3' 25" OL  | 46758  | Meer afbeeldingen                             |
| Huis Vosbergen: terras                                        | Tuin, park en plantsoen   | 17e eeuw, maar later gewijzigd                     |           | Vosbergerweg bij 38       | 52° 23' 39" NB, 6° 3' 25" OL  | 46759  | Meer afbeeldingen                             |
| Huis Vosbergen: terreinaanleg                                 | Tuin, park en plantsoen   | 17e eeuw                                           |           | Vosbergerweg bij 38       | 52° 23' 38" NB, 6° 3' 15" OL  | 46760  | Meer afbeeldingen                             |
| Huis Vosbergen: bouwhuis aan het voorplein                    | Bijgebouwen kastelen enz. | 17e eeuw (kern) 1761 (rest.)                       |           | Vosbergerweg 36           | 52° 23' 38" NB, 6° 3' 22" OL  | 46761  | Meer afbeeldingen                             |
| Huis Vosbergen: beeld van jupiter                             | Tuin, park en plantsoen   | 18e eeuw                                           |           | Vosbergerweg tegenover 36 | 52° 23' 40" NB, 6° 3' 23" OL  | 46762  | Meer afbeeldingen                             |
| Huis Vosbergen: duiventil in de weide 'De snuivert'           | Tuin, park en plantsoen   | 19e eeuw of eerder                                 |           | Vosbergerweg bij 38       | 52° 23' 43" NB, 6° 3' 26" OL  | 46763  | Meer afbeeldingen                             |
| Boerderij                                                     | Boerderij                 | 18e eeuw                                           |           | Vosbergerweg 34           | 52° 23' 39" NB, 6° 3' 18" OL  | 46764  | Boerderij                                     |
| Schuur                                                        | Woonhuis                  | 19e eeuw of ouder                                  |           | Vosbergerweg bij 34       | 52° 23' 39" NB, 6° 3' 18" OL  | 46765  | Meer afbeeldingen                             |
| Tuinmanswoning                                                | Bijgebouwen kastelen enz. | 1842                                               |           | Vosbergerweg 40           | 52° 23' 42" NB, 6° 3' 16" OL  | 46766  | Tuinmanswoning                                |
| Molenaarshuis                                                 | Boerderij                 | 1830 (stichtingssteen)                             |           | Vosbergerweg 37           | 52° 23' 40" NB, 6° 3' 8" OL   | 46767  | Molenaarshuis                                 |
| De Bonenburg: hoofdgebouw                                     | Kasteel, buitenplaats     | 1633                                               |           | Bonenburgerlaan 41        | 52° 22' 44" NB, 6° 2' 43" OL  | 515272 | De Bonenburg: hoofdgebouw                     |
| De Bonenburg: historische tuin- en parkaanleg                 | Tuin, park en plantsoen   | 17e/18e/19e eeuw                                   |           | Bonenburgerlaan bij 41    | 52° 22' 55" NB, 6° 2' 50" OL  | 515273 | De Bonenburg: historische tuin- en parkaanleg |
| De Bonenburg: tuinmuur                                        | Tuin, park en plantsoen   | 19e eeuw                                           |           | Bonenburgerlaan bij 41    | 52° 22' 45" NB, 6° 2' 42" OL  | 515274 | De Bonenburg: tuinmuur                        |
| De Bonenburg: theekoepel                                      | Tuin, park en plantsoen   | tweede kwart 19e eeuw 1990 (rest.)                 |           | Bonenburgerlaan bij 41    | 52° 22' 45" NB, 6° 2' 42" OL  | 515275 | De Bonenburg: theekoepel                      |
| De Bonenburg: boerderij De Aernt                              | Boerderij                 | 1830                                               |           | Bonenburgerlaan 45        | 52° 22' 42" NB, 6° 2' 45" OL  | 515276 | Meer afbeeldingen                             |
| Ark's bakkerijen: hoofdgebouw                                 | Handel en kantoor         | 1931                                               |           | Zwolseweg 78              | 52° 23' 48" NB, 6° 2' 52" OL  | 520190 | Meer afbeeldingen                             |
| Ark's bakkerijen: bedrijfsgebouw                              | Nutsbedrijf               | 1931                                               |           | Zwolseweg 78              | 52° 23' 48" NB, 6° 2' 52" OL  | 520191 | Meer afbeeldingen                             |
| Ark's bakkerijen: gasfabriek, tegenwoordig opslag en silotype | Opslag                    | 1931                                               |           | Zwolseweg 78              | 52° 23' 48" NB, 6° 2' 52" OL  | 520192 | Meer afbeeldingen                             |
| Ark's bakkerijen: portierswoning                              | Dienstwoning              | 1931                                               |           | Zwolseweg 78              | 52° 23' 48" NB, 6° 2' 52" OL  | 520193 | Meer afbeeldingen                             |
| Ark's bakkerijen: fabriekshal                                 | Industrie                 | 1931                                               |           | Zwolseweg 78              | 52° 23' 48" NB, 6° 2' 52" OL  | 520195 | Meer afbeeldingen                             |
| Hervormde Kerk: H. Johannes                                   | Kerk en kerkonderdeel     | 1923 (koor en schip) eerste helft 15e eeuw (toren) |           | Dorpsstraat 31            | 52° 23' 11" NB, 6° 2' 27" OL  | 520198 | Meer afbeeldingen                             |
| Smeedijzeren hekwerk                                          | Erfscheiding              | 1923                                               |           | Dorpsstraat 31            | 52° 23' 10" NB, 6° 2' 27" OL  | 520199 | Smeedijzeren hekwerk                          |
| Borchgrave                                                    | Woonhuis                  | 1863                                               |           | Kerkdijk 2                | 52° 22' 34" NB, 6° 2' 55" OL  | 520201 | Meer afbeeldingen                             |
| Brug                                                          | Brug                      | 1863                                               |           | Kerkdijk 2                | 52° 22' 35" NB, 6° 2' 56" OL  | 520202 | Brug                                          |
| Zwanestein                                                    | Woonhuis                  | 1900                                               |           | Bonenburgerlaan 90        | 52° 22' 40" NB, 6° 2' 43" OL  | 520210 | Zwanestein                                    |
| Villa Jacoba                                                  | Woonhuis                  | 1883                                               |           | Dorpsstraat 55            | 52° 23' 11" NB, 6° 2' 16" OL  | 520211 | Meer afbeeldingen                             |
| Villa                                                         | Woonhuis                  | 1930                                               |           | Eperweg 28                | 52° 23' 2" NB, 6° 1' 58" OL   | 520217 | Villa                                         |